# Klein Zicker (Mönchgut)

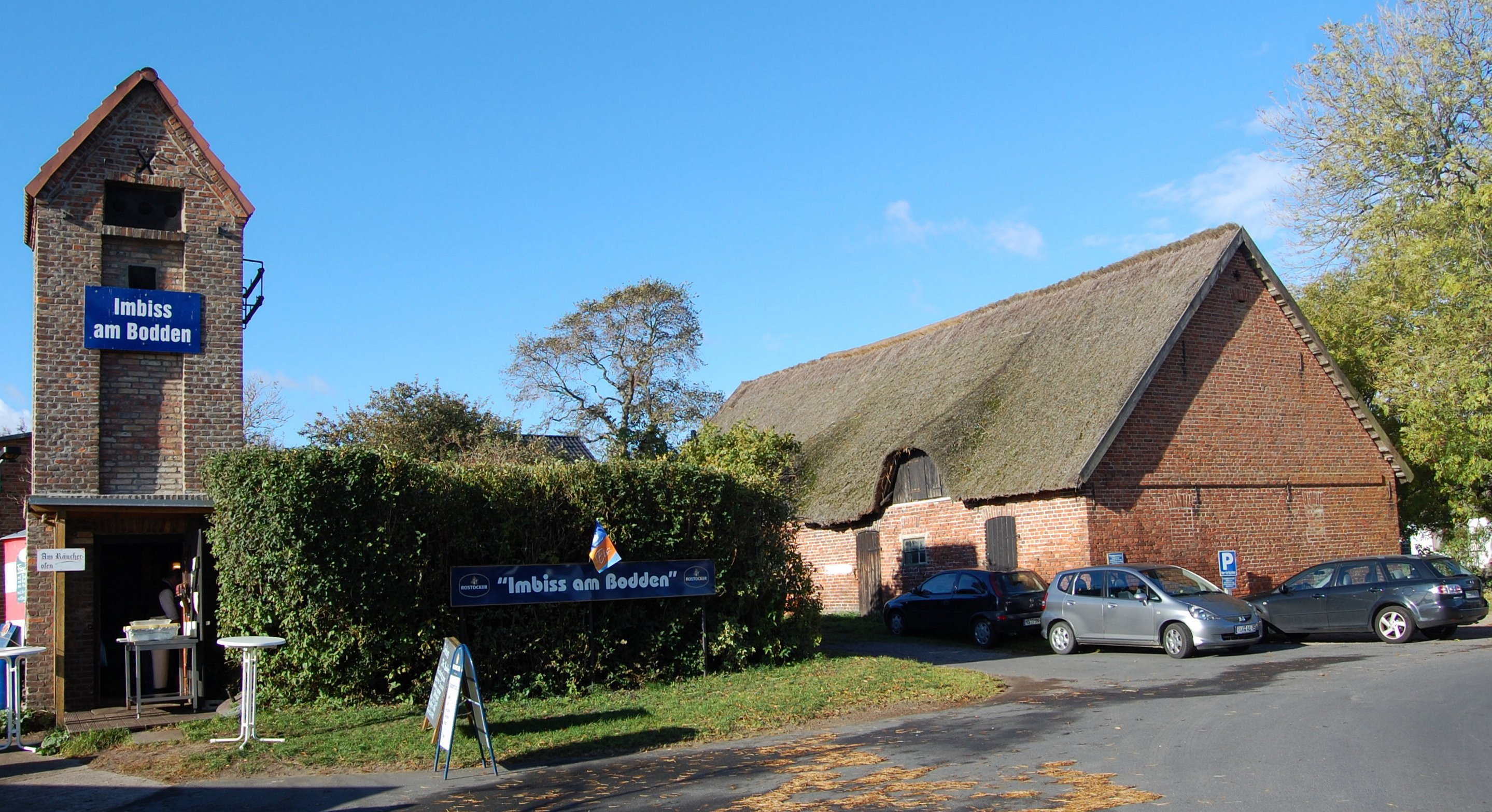
Gebäude am Ortseingang von Klein Zicker

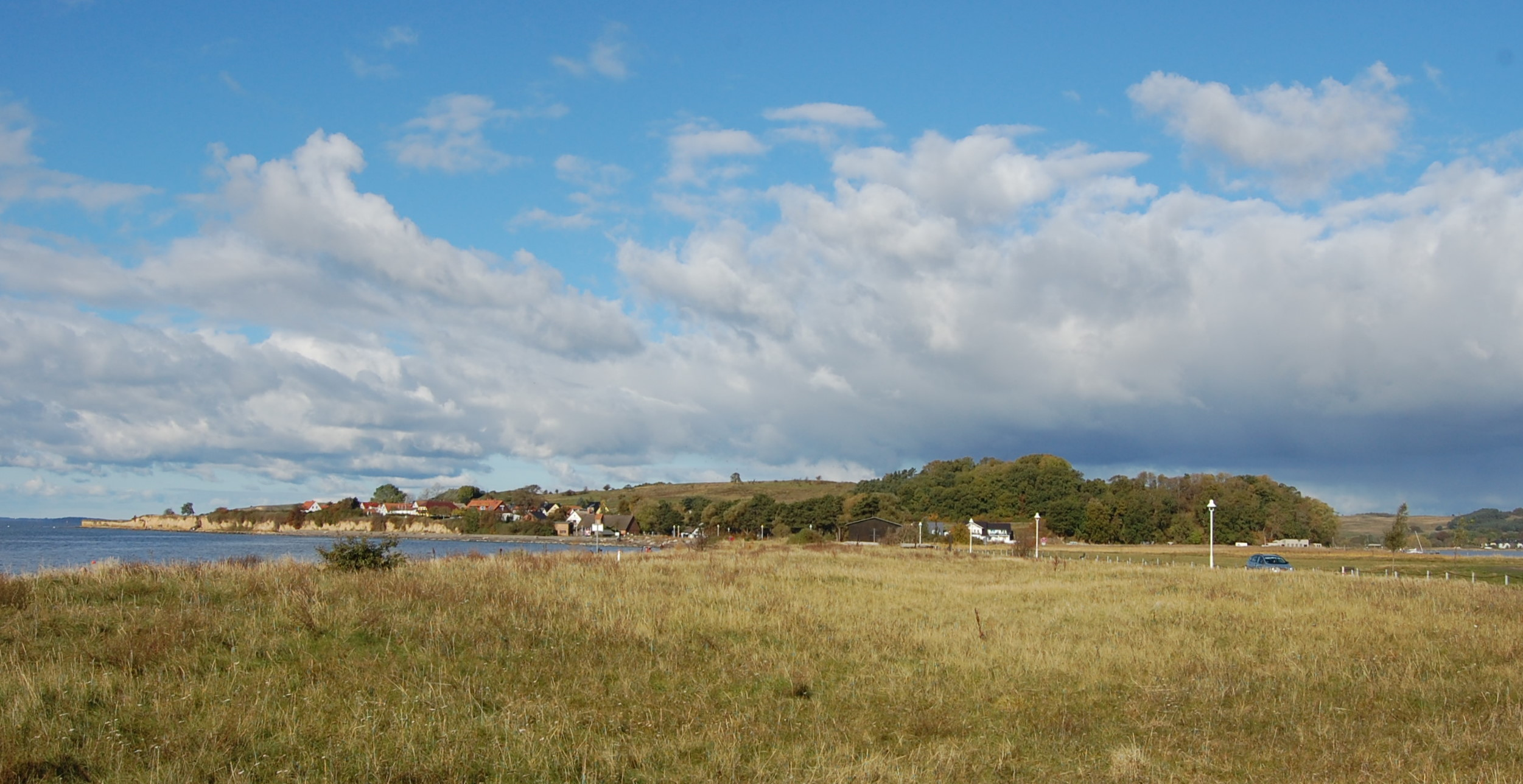
Blick von Thiessow

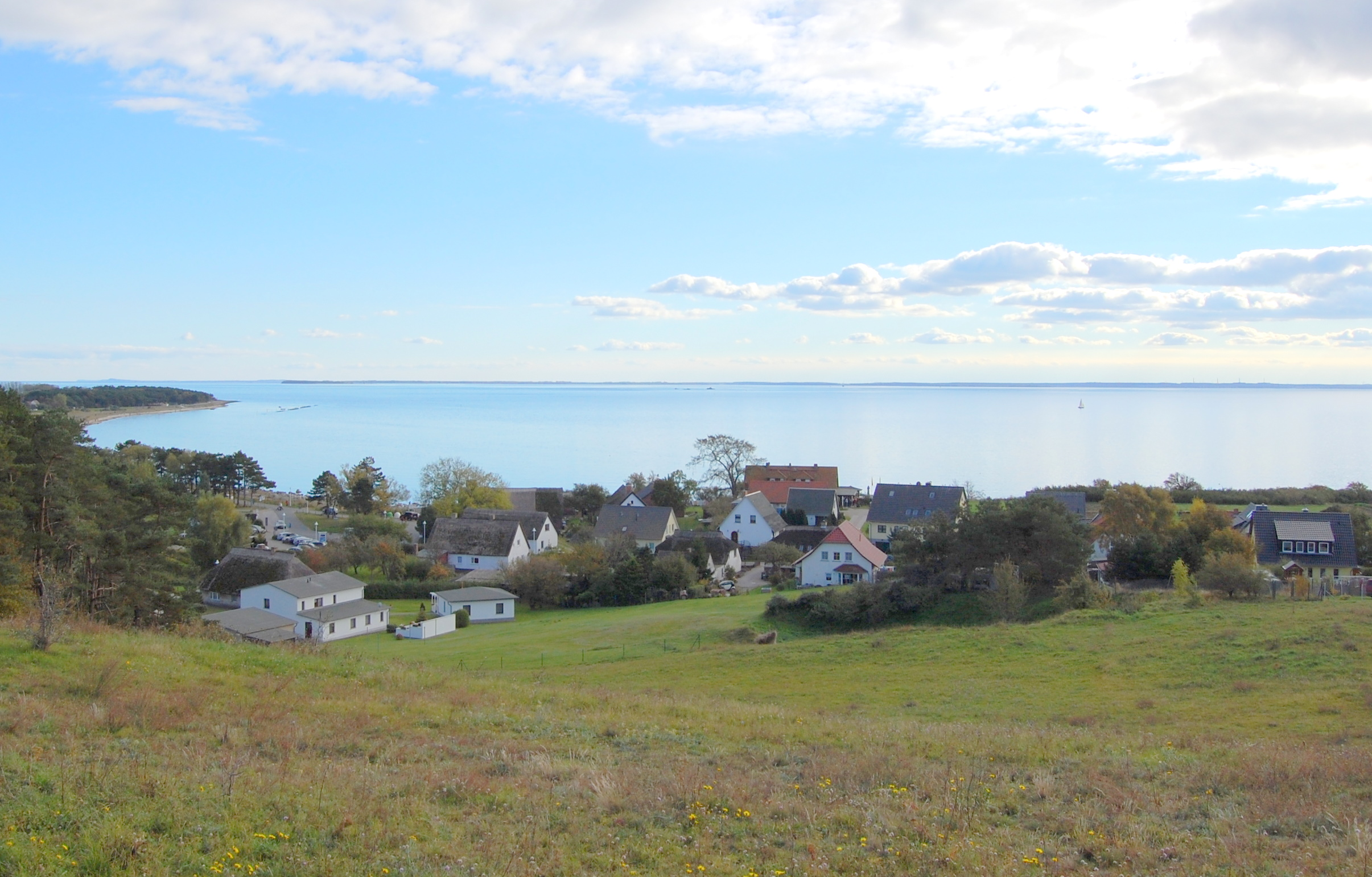
Blick auf den östlichen Teil von Klein Zicker

Klein Zicker ist ein Dorf auf der zu Rügen gehörenden Halbinsel Klein Zicker in der Gemeinde Mönchgut. Vor der Eingemeindung gehörte das Dorf zur Gemeinde Thiessow.

## Lage
Der etwa 100 Einwohner zählende Ort liegt landschaftlich reizvoll im südöstlichen Teil der Halbinsel. Südlich und westlich des Dorfs erstreckt sich der Greifswalder Bodden, östlich der Zicker See. Klein Zicker zieht sich als Straßendorf entlang des Südufers. Eine Straße führt am Ostufer entlang, bis zum vor allem als Fischereihafen genutzten Hafen Klein Zicker. An den Ort grenzt das Teilgebiet Zicker des Naturschutzgebiets Mönchgut.

## Geschichte
Eine erste Erwähnung des Fischerdorfes stammt aus dem Jahr 1184. Anfang des 18. Jahrhunderts errichteten schwedische Truppen auf einem Hügel nördlich der Ortslage die Schanze bei Klein Zicker, von der sich noch Reste der Wälle erhalten haben. Schwedische Pläne vom Anfang des 19. Jahrhunderts, auf der kleinen Halbinsel die Hafenstadt Gustavia zu errichten, wurden nicht umgesetzt.
1933 hatte Klein Zicker 108 Einwohner, 1939 wurden 121 gezählt. Der Heimatforscher Willy Dumrath erarbeitete eine Chronik von Klein Zicker.
Am 1. Juli 1950 wurde Klein Zicker in die damals selbständige Gemeinde Thießow (damalige Schreibweise) eingemeindet.
In der Zeit der DDR befand sich nordwestlich des Dorfs ein Stützpunkt der Sowjetarmee an dem eine Radarstation betrieben wurde. Das Areal wurde später renaturiert.
Ungewöhnlich für die sonst stark vom Tourismus geprägte Region ist, dass in Klein Zicker der Fischfang noch eine erhebliche Bedeutung besitzt. Im Dorf bestehen in kleinerem Umfang auch Gastronomie- und Beherbungsbetriebe.

## Persönlichkeiten
In Klein Zicker wurde die Schriftstellerin Ina Rex (1848–1910) geboren.